# Championnat de football de zone d'occupation en Allemagne
 (8 août 2025).
- Si vous ne connaissez pas le sujet, laissez ce bandeau (vous pouvez alors contacter les auteurs).
- Si vous supprimez le contenu mis en cause (vous pouvez préalablement contacter les auteurs),

argumentez précisément cette suppression dans la page de discussion
(un manque de référence n'est pas un argument ; une recherche réelle de référence doit avoir été effectuée, être formellement documentée).
Navigation
(Meisterschaft
(Gauligen)
1943-1944) Meisterschaft
(Oberligen)
1947-1948
Les championnats de football de zone d'occupation en Allemagne désignent des compétitions de football dans les zones d'occupation de l'Allemagne après la Seconde Guerre mondiale parmi la zone d'occupation américaine, la zone d'occupation britannique, la zone d'occupation française, la ville de Berlin et la zone d'occupation soviétique.
Selon les zones, la première édition du championnat a lieu entre la saison 1945-1946 et la saison 1947-1948. À l'issue des championnats de zone 1947-1948, le premier championnat d'Allemagne de l'après-guerre est disputé. Ce premier championnat est néanmoins disputé sans le vainqueur de la zone d'occupation soviétique, le SG Planitz, pour raisons politiques.

## Zone américaine
Le championnat de la zone américaine, appelée Fußball-Oberliga Süd durant les deux premières saison, est disputé dès la saison 1945-1946, avec une reprises de compétitions au mois de novembre 1945. Au terme de la troisième édition, le champion est qualifié pour le Championnat national 1947-1948, le premier championnat officiel d'après-guerre.
Les champions de la zone américaine sont :
- Ligue d'Allemagne du Sud 1945-1946 : VfB Stuttgart
- Ligue d'Allemagne du Sud 1946-1947 : 1. FC Nürnberg
- Oberliga Sud 1947-1948 : 1. FC Nürnberg

## Zone française
Le championnat de la zone française, appelée Fußball-Oberliga Südwest durant les deux premières saison, est disputé dès la saison 1945-1946, avec une reprises de compétitions au mois de janvier 1946. Au terme de la troisième édition, le champion est qualifié pour le Championnat national 1947-1948, le premier championnat officiel d'après-guerre.
Les champions de la zone française sont :
- Ligue d'Allemagne du Sud-Ouest 1945-1946 : 1. FC Saarbrücken
- Ligue d'Allemagne du Sud-Ouest 1946-1947 : 1. FC Kaiserslautern
- Oberliga Sud-Ouest 1947-1948 : 1. FC Kaiserslautern

## Zone britannique
La compétition de la zone britannique est mis en place plus tard que dans les zones américaine et française, pour la saison 1946-1947.
Les champions de la zone britannique sont :
- Championnat de la zone d'occupation britannique 1946-1947 : Hamburger SV
- Championnat de la zone d'occupation britannique 1947-1948 : Hamburger SV

L'édition 1947-1948 s'articule en deux séries : l'Oberliga Nord et l'Oberliga Ouest. S'ensuit un tour final pour déterminer le champion de la zone britannique puis les deux meilleures équipes disputent le championnat national 1947-1948, le premier championnat officiel d'après-guerre.

## Berlin
À compter de la saison 1945-1946, un championnat est organisé pour la ville de Berlin. Les clubs des quatre secteurs (américain, britannique, français et soviétique) y participent.
Les champions de Berlin sont :
- Ligue berlinoise 1945-1946 : SG Wilmersdorf
- Ligue berlinoise 1946-1947 : SG Charlottenburg
- Oberliga Berlin 1947-1948 : Union Oberschoneweide
- Oberliga Berlin 1948-1949 : Berliner SV 92
- Oberliga Berlin 1949-1950 : Tennis Borussia Berlin

À compter de la saison 1947-1948, la compétition est suivie par le Championnat d'Allemagne de football.
La saison 1949-1950 est la dernière compétition avec des participants de Berlin-Est et Berlin-Ouest jusqu'à la réunification allemande quarante ans plus tard.

## Zone soviétique
Le premier championnat de la zone Est, appelée Osterzonemeistreschaft, a eu lieu en 1947-1948. Dix clubs, qualifiés via les championnats régionaux de Brandebourg, de Mecklembourg-Poméranie-Occidentale, Saxe, Saxe-Anhalt et Thuringe, disputent la compétition qui s'est jouée par matchs à élimination directe.
Les champions de la zone soviétique sont :
- Championnat de la zone Est 1948 : SG Planitz[1]
- Championnat de RDA de football 1949 : ZSG Union Halle

Le SG Planitz s'est vu refuser, par les autorités communistes, le droit de participer à la phase finale du championnat national 1947-1948.